# Les Combes
Les Combes é uma comuna francesa na região administrativa de Borgonha-Franco-Condado, no departamento de Doubs. Estende-se por uma área de 17,58 km². Em 2010 a comuna tinha 771 habitantes (densidade: 43,9 hab./km²).